# سباستین پیوسل
سباستین پیوسل (انگلیسی: Sébastien Piocelle؛ زادهٔ ۱۰ نوامبر ۱۹۷۸) بازیکن فوتبال اهل فرانسه است.
از باشگاه‌هایی که در آن بازی کرده‌است می‌توان به باشگاه فوتبال کروتونه، باشگاه فوتبال نانت، باشگاه فوتبال هلاس ورونا، باشگاه فوتبال باستیا، باشگاه فوتبال یووه استابیا، باشگاه فوتبال نیم المپیک، و باشگاه فوتبال مکابی پتخ تیکوا اشاره کرد.
وی همچنین در تیم‌های ملی فوتبال زیر ۱۸ سال فرانسه و زیر ۲۱ سال فرانسه بازی کرده‌است.